# Fiastra
Fiastra är en ort och kommun i provinsen Macerata i regionen Marche i Italien. Kommunen hade 663 invånare (2018).
Den tidigare kommuen Acquacanina uppgick i Fiastra den 1 januari 2017.